# Prix Bagutta

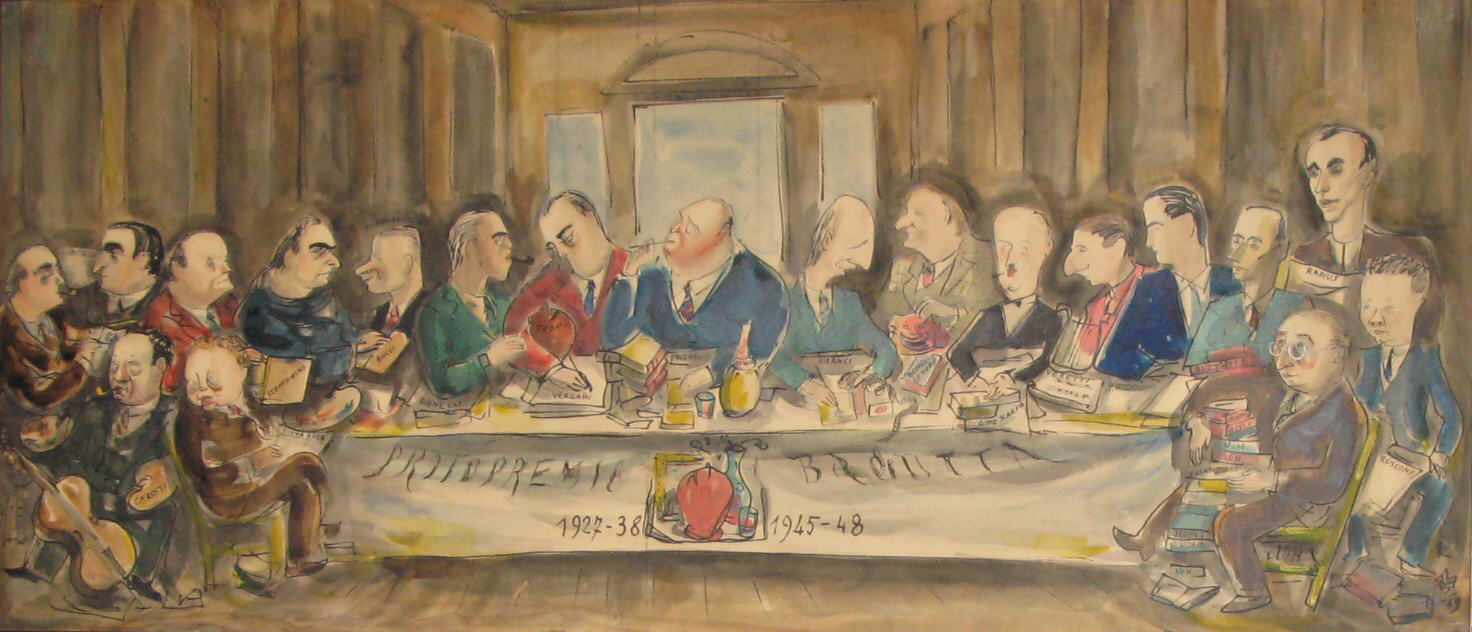
Caricature d'une cérémonie du Prix Bagutta

Le prix Bagutta est un prix littéraire italien créé à Milan en 1926 et dont les promoteurs furent la famille Pepori et la Snam Rete Gas (SNAM, acronyme de Società nazionale Metanodotti).

## Historique
Dans l'ambiance du restaurant toscan d'Alberto Pepori dans la rue Bagutta à Milan nait l'idée de créer un prix littéraire. Le restaurant, découvert par l'écrivain Riccardo Bacchelli et par le critique cinématographique Adolfo Franci, est rapidement fréquenté par de nombreux amis qui ont pris l'habitude de se retrouver pour diner ensemble et pour discuter de livres. Le soir du 11 novembre 1926, la nuit de San Martino, aux onze présents (Riccardo Bacchelli, Orio Vergani, Adolfo Franci, Paolo Monelli, Gino Scarpa, Mario Vellani Marchi, Ottavio Steffenini, Luigi Bonelli, Mario Alessandrini, Antonio Veretti et Antonio Niccodemi) vient l'idée de créer un prix littéraire et de s'auto-élire jurés. Hormis Bacchelli et Monelli qui avaient publié depuis peu Le scarpe al sole, livre qui avait eu du succès, les autres qui gravitaient autour de la revue La Fiera letteraria, créée et dirigée par Umberto Fracchia, étaient inconnus. Comme l'écrivit Monelli, ils formaient un groupe hétérogène dont faisaient partie « deux journalistes, deux peintres, un avocat, un acteur dramatique, trois écrivains et un dandy ». Il ne s'agissait pas pour autant de critiques au sens strict mais de personnes cultivées possédant un grand esprit d'indépendance. Ce désir d'indépendance incita les fondateurs à suspendre, entre 1937 et 1946 le prix afin qu'il ne subisse pas les pressions du régime que certains membres du jury soutenaient.
L'acte de création du prix, écrit sur une feuille de papier par Adolfo Franci (la carte jaune - carta gialla), fut immédiatement écrit et fixé sur le mur du local et l'annonce en fut faite dans la revue « La Fiera Letteraria ».
Le prix a été dirigé par le passé, outre par Bacchelli, par des personnalités comme Emilio Tadini et Mario Soldati.

## Liste des lauréats du prix pour la narration, les essais et la poésie
- 1927 : Giovanni Battista Angioletti, Il giorno del giudizio, (Ribet)
- 1928 : Giovanni Comisso, Gente di mare (Treves)
- 1929 : Vincenzo Cardarelli, Il sole a picco, (L'Italiano Editore: Leo longanesi)
- 1930 : Gino Rocca (it), Gli ultimi furono i primi, (Treves)
- 1931 : Giovanni Titta Rosa (it), Il varco nel muro, (Carabba)
- 1932 : Leonida Rèpaci, Storia dei fratelli Rupe, (Ceschina)
- 1933 : Raul Radice (it),Vita comica di Corinna, (Ceschina)
- 1934 : Carlo Emilio Gadda, Il castello di Udine, (Solaria)
- 1935 : Enrico Sacchetti (it), Vita di artista, (Treves)
- 1936 : Silvio Negro (it), Vaticano minore, (Hoepli)
- 1937-1946 :  : prix non attribué
- 1947 : Dario Ortolani (it), Il sole bianco, (Garzanti)
- 1948 : Pier Antonio Quarantotti Gambini, L'onda dell'incrociatore, (Einaudi)
- 1949 : Giulio Confalonieri (it), Prigionia di un artista (Genio)
- 1950 : Vitaliano Brancati, Il bell'Antonio, (Bompiani)
- 1951 : Indro Montanelli, Pantheon minore, (Longanesi)
- 1952 : Francesco Serantini (it), L'osteria del gatto parlante, (Garzanti)
- 1953 : Leonardo Borghese, Primo amore, (Garzanti)
- 1954 : Giuseppe Marotta (it), Coraggio, guardiano, (Bompiani)
- 1955 : Alfonso Gatto, La forza degli occhi, Mondadori)
- 1956 : Giuseppe Lanza (it), Rosso sul lago, (Cappelli)
- 1957 : Pier Angelo Soldini (it), Sole e bandiere, (Ceschina)
- 1958 : Lorenzo Montano (it), A passo d'uomo, (Rebellato)
- 1959 : Italo Calvino, Racconti, (Einaudi)
- 1960 : Enrico Emanuelli, Uno di New York, (Mondadori)
- 1961 : Giorgio Vigolo, Le notti romane, (Bompiani)
- 1962 : Giuseppe Dessì, Il disertore, (Feltrinelli)
- 1963 : Ottiero Ottieri, La linea gotica, (Bompiani)
- 1964 : Tommaso Landolfi, Rien va, (Vallecchi)
- 1965 : Biagio Marin (it), Il non tempo del mare, (Mondadori)
- 1966 : Manlio Cancogni, La linea dei Tomori, (Mondadori)
- 1967 : Primo Levi, Storie naturali (Einaudi)
- 1968 : Piero Chiara, Il balordo, (Mondadori)
- 1969 : Niccolò Tucci, Gli atlantici, (Garzanti)
- 1970 : Alberto Vigevani, L'invenzione, (Vallecchi)
- 1971 : Pietro Gadda Conti (it), La paura (Ceschina)
- 1972 : Anna Banti, Je vous écris d'un pays lointain (Mondadori)
- 1973 : Sergio Solmi, Meditazione sullo scorpione, (Adelphi)
- 1974 : Gianni Celati, Le avventure di Guizzardi, (Einaudi)
- 1975 : Enzo Forcella (it), Celebrazioni d'un trentennio, (Mondadori)
- 1976 : Mario Soldati, Lo specchio inclinato, (Mondadori)
- 1977 : Sandro Penna, Stranezze, (Garzanti)
- 1978 : Carlo Cassola, L'uomo e il cane, (Rizzoli)
- 1979 : Mario Rigoni Stern, Storia di Tönle, (Einaudi)
- 1980 : Giovanni Macchia, L'angelo della notte, (Rizzoli)
- 1981 : Pietro Citati, Breve vita di Katherine Mansfield, (Rizzoli)
- 1982 : Vittorio Sereni, Il musicante di Saint-Merry, (Einaudi)
- 1983 : Giorgio Bassani, In rima e senza, (Mondadori)
- 1984 : Natalia Ginzburg, La famiglia Manzoni, (Einaudi)
- 1985 : Francesca Duranti, La casa sul lago della luna, (Rizzoli)
- 1986 : Leonardo Sciascia, Cronachette, (Sellerio)
- 1987 : Claudio Magris, Danubio, (Garzanti)
- 1988 : Luciano Erba, Il tranviere metafisico, (Scheiwiller)
- 1989 : Luigi Meneghello, Bau-sète!, (Rizzoli)
- 1990 : Fleur Jaeggy, I beati anni del castigo (Adelphi)
- 1991 : Livio Garzanti (it), La fiera navigante, (Garzanti)
- 1992 : Giorgio Bocca, Il provinciale, (Mondadori)
- 1993 : Giovanni Giudici, Poesie 1953-1990, (Garzanti)
- 1994 : Alberto Arbasino, Fratelli d'Italia, (Adelphi)
- 1995 : Daniele Del Giudice, Staccando l'ombra da terra, (Einaudi)
- 1996 : Raffaello Baldini (it), Ad nota, (Mondadori)
- 1997 : Sergio Ferrero, Gli occhi del padre, (Mondadori)
- 1998 : Giovanni Raboni, Tutte le poesie (1951-1993), (Garzanti)
- 1999 : Fabio Carpi, Patchwork, (Bollate Boringhieri)
- 2000 : Andrea Zanzotto, Le poesie e prose scelte, (Mondadori) et Mariano Bargellini, Mus utopicus, (Gallino)
- 2001 : Serena Vitale, La casa di ghiaccio. Venti piccole storie russe, (Mondadori)
- 2002 :
  - Roberto Calasso, La letteratura e gli dei, (Adelphi)
  - Giorgio Orelli, Il collo dell'anitra, (Garzanti)
- 2003 :
  - Michele Mari, Tutto il ferro della Tour Eiffel, (Einaudi)
  - Edoardo Sanguineti, Il gatto lupesco, (Feltrinelli)
  - Eva Cantarella, Itaca, (Feltrinelli)
- 2004 : Franco Cordero (it), Le strane regole del sig. B, (Garzanti)
- 2005 : Rosetta Loy, Nero è l'albero dei ricordi, azzurra l'aria, (Einaudi)
- 2006 :
  - Filippo Tuena, Le variazioni di Reinach, (Rizzoli)
  - Eugenio Borgna (it), L'attesa e la speranza, (Feltrinelli)
- 2007 : Alessandro Spina I confini dell'ombra (Morcelliana)
- 2008 : Andrej Longo Dieci (Adelphi)
- 2009 : Melania Mazzucco La lunga attesa dell'angelo(Rizzoli)
- 2010 : Corrado Stajano (it) La città degli untori (Garzanti)
- 2011 : Andrea Bajani Ogni promessa (Einaudi)
- 2012 :
  - Gianfranco Calligarich: Privati abissi (Fazi editore)
  - Giovanni Mariotti : Il bene viene dai morti (Edizioni Et Al.)
- 2013 : Antonella Tarpino, Spaesati. Luoghi dell'Italia in abbandono tra memoria e futuro (Einaudi)
- 2014 :
  - Maurizio Cucchi, Malaspina (Mondadori)
  - Valerio Magrelli, Geologia di un padre (Einaudi)
- 2015 : Sandro Veronesi, Terre rare (Bompiani)
- 2016 :
  - Paolo Di Stefano, Ogni altra vita. Storia di italiani non illustri (Il Saggiatore) (ex aequo)
  - Paolo Maurensig, Teoria delle ombre (Adelphi) (ex aequo)
- 2017 : Vivian Lamarque, Madre d'inverno (Mondadori)
- 2018 : Helena Janeczek, La ragazza con la Leica (Guanda)
- 2019 : Marco Balzano, Resto qui (Einaudi)
- 2020 : Enrico Deaglio, La bomba (Feltrinelli)
- 2021 : Giorgio Fontana, Prima di noi (Sellerio)
- 2022 : Benedetta Craveri, La contessa (Adelphi)
- 2023 : Marco Missiroli, Avere tutto (Einaudi)
- 2024 : Gianni Biondillo, Quello che noi non siamo[1] (Guanda)
- 2025 : Vittorio Lingiardi (it), Corpo, umano[2] (Einaudi)

## Liste des lauréats du prix Bagutta de la première œuvre
- 1950 : Laudomia Bonanni, Il fosso, (Mondadori)
- 1988 : Giampaolo Rugarli, Superlativo assoluto[3], (Garzanti)
- 1991 : Bruno Arpaia, I forastieri, (Leonardo)
- 1992 :
  - Antonio Franchini, Camerati. Quattro novelle su come diventare grandi, (Leonardo)
  - Filippo Tuena, Lo sguardo della paura, (Leonardo)
- 1993 : Antonio Franchini (it), Camerati. Quattro novelle su come diventare grandi (Leonardo)
- 1994 : Laura Bosio (it), I dimenticati, (Feltrinelli)
- 1995 : Piero Meldini, L'avvocata delle vertigini, (Adelphi)
- 1996 :
  - Carola Susani, Il libro di Teresa, (Giunti)
  - Alessandro Gennari (it), Le ragioni del sangue, (Garzanti)
- 1997 : Patrizia Veroli, Millos, (LIM) - Helena Janeczek, Lezioni di tenebra
- 1998 :
  - Helena Janeczek, Lezioni di tenebra, (Fazi)
  - Andrea Kerbaker, Fotogrammi, (Scheiwiller)
- 1999 :
  - Tommaso Giartosio, Doppio Ritratto, (Fazi)
  - Rosa Matteucci, Lourdes, (Adelphi)
- 2000 :
  - Mariano Bargellini, Mus utopicus (Gallino)
  - Giovanni Chiara, L'agghiaccio, (Marsilio)
- 2001 :
  - Silvia Di Natale (it), Kuraj, (Feltrinelli)
  - Luigi Guarnieri, L’atlante criminale. Vita scriteriata di Cesare Lombroso, (Mondadori)
- 2002 : Paolo Maccari, Ospiti, (Manni)
- 2003 : Giuseppe Curonici, L'interruzione del Parsifal dopo il primo atto, (Interlinea)
- 2004 : Wanda Marasco (it), L'arciere d'infanzia, (Manni)
- 2005 : Sandro Lombardi (it), Gli anni felici. Realtà e memoria nel lavoro dell'attore (Garzanti)
- 2006 : Ascanio Celestini, Storie di uno scemo di guerra, (Einaudi)
- 2007 : Pierluigi Cappello, Assetto di volo, (Crocetti)
- 2008 : Elena Varvello (it), L'economia delle cose (Fandango)
- 2009 : Guido Rampoldi (it), La mendicante azzurra (Feltrinelli)
- 2010 : Filippo Bologna, Come ho perso la guerra (Fandango Libri)
- 2011
  - Daria Colombo (it), Meglio dirselo (Rizzoli)
  - Alessio Torino , Undici decimi (Pequod)
- 2012 : Marco Truzzi, Non ci sono pesci nelle pozzanghere (Instar di Torino)
- 2013 : Laura Fidaleo, Dammi un posto tra gli agnelli (Nottetempo)
- 2014 : Fabrizio Passanisi, Bert il mago (Nutrimenti)
- 2015 : Enrico Ragazzoni, Una parete sottile (Neri Pozza)
- 2016 : Nadia Terranova, Gli anni al contrario (Einaudi)
- 2017 : Giulia Caminito, La grande A (Giunti)
- 2018 : Roberto Venturini, Tutte le ragazze con una certa cultura hanno almeno un poster di un quadro di Schiele appeso in camera (SEM)
- 2019 : Marco Amerighi, Le nostre ore contate  (Mondadori)
- 2020 : Jonathan Bazzi, Febbre (Fandango)
- 2021 : Alessandro Valenti, Ho provato a morire e non ci sono riuscito (Blu Atlantide)
- 2022 : Bernardo Zannoni, I miei stupidi intenti (Sellerio)
- 2023 : Andrea De Spirt, Ogni creatura è un'isola (Il Saggiatore)
- 2024 : Giulia Scomazzon, La paura ferisce come un coltello arrugginito  (Nottetempo)
- 2025 : Marta Lamalfa, L'isola dove volano le femmine[4] (Neri Pozza)